# Waldemar Ekedahl

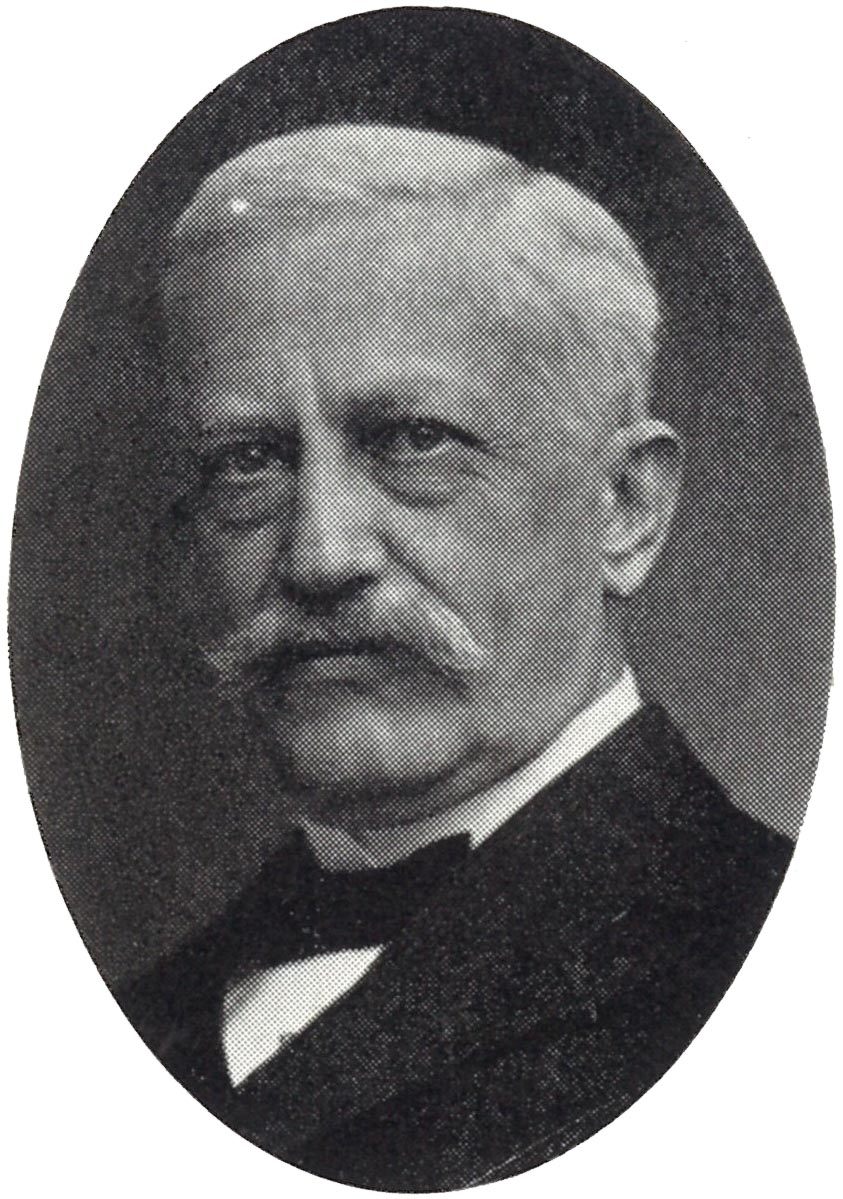
Waldemar Ekedahl.

Nils Waldemar Ekedahl, född 4 februari 1869 i Drevs socken, Kronobergs län, död 25 maj 1953 i S:t Peters klosters församling, Lund, var en svensk skolman. Han var son till Wilhelm Ekedahl och far till Gunnar Ekedahl.
Ekedahl blev filosofie kandidat vid Lunds universitet 1889, filosofie licentiat 1895 och filosofie doktor 1897. Han blev adjunkt vid Kristianstads högre allmänna läroverk 1904, lektor i historia och filosofi där 1905, rektor där 1904–17 och vid högre allmänna läroverket för gossar i Malmö 1917–34.
Ekedahl var folkskoleinspektör i Kristianstad 1904–06, studierektor för därvarande elementarläroverk för flickor 1904–17 och föreståndare för småskoleseminariet där 1904–17. Han var inspektor vid kommunala mellanskolan i Höör från 1911, i Hörby från 1912 och i Malmö från 1934. Han tillhörde stadsfullmäktige i Kristianstad 1905–17 och var ledamot av Kristianstads läns landsting 1915–17. Han var hedersledamot av Kristianstads, Smålands och Malmö nationer i Lund. Han författade historiska uppsatser samt läse- och läroböcker.